# Saxtons River
Der Saxtons River ist ein rechter Nebenfluss des Connecticut River im US-Bundesstaat Vermont.
Der Saxtons River entspringt  nördlich von Windham am Glebe Mountain in den Green Mountains. Von dort fließt er in überwiegend östlicher Richtung. Die Vermont State Route 121 folgt dem Flusslauf. Am Flusslauf liegen die Orte  Grafton, Saxtons River und North Westminster. In Grafton mündet der South Branch Saxtons River linksseitig in den Fluss. In der Nähe von North Westminster überwindet der Fluss die Twin Falls.
Schließlich mündet der Saxtons River am Südrand von Bellows Falls in den Connecticut River. Der Saxtons River hat eine Länge von 37 km. Sein Einzugsgebiet umfasst 200 km². Das Einzugsgebiet grenzt im Süden an das des West River und im Norden an das des Williams River.

## Gedeckte Brücken
Folgende gedeckte Brücken liegen im Flusssystem des Saxtons River:
- Kidder Hill Covered Bridge, in Grafton am South Branch Saxtons River kurz vor dessen Mündung
- Hall Covered Bridge, unterhalb der Ortschaft Saxtons River am Saxtons River